# 요시노촌 (도쿄도)
요시노촌(吉野村)은 도쿄도 니시타마군에 설치되었던 촌이다. 현재의 오메시에 해당한다.